# Bénévent-l'Abbaye
Bénévent-l’Abbaye là một xã thuộc tỉnh Creuse trong vùng Nouvelle-Aquitaine miền trung nước Pháp.

## Xem thêm

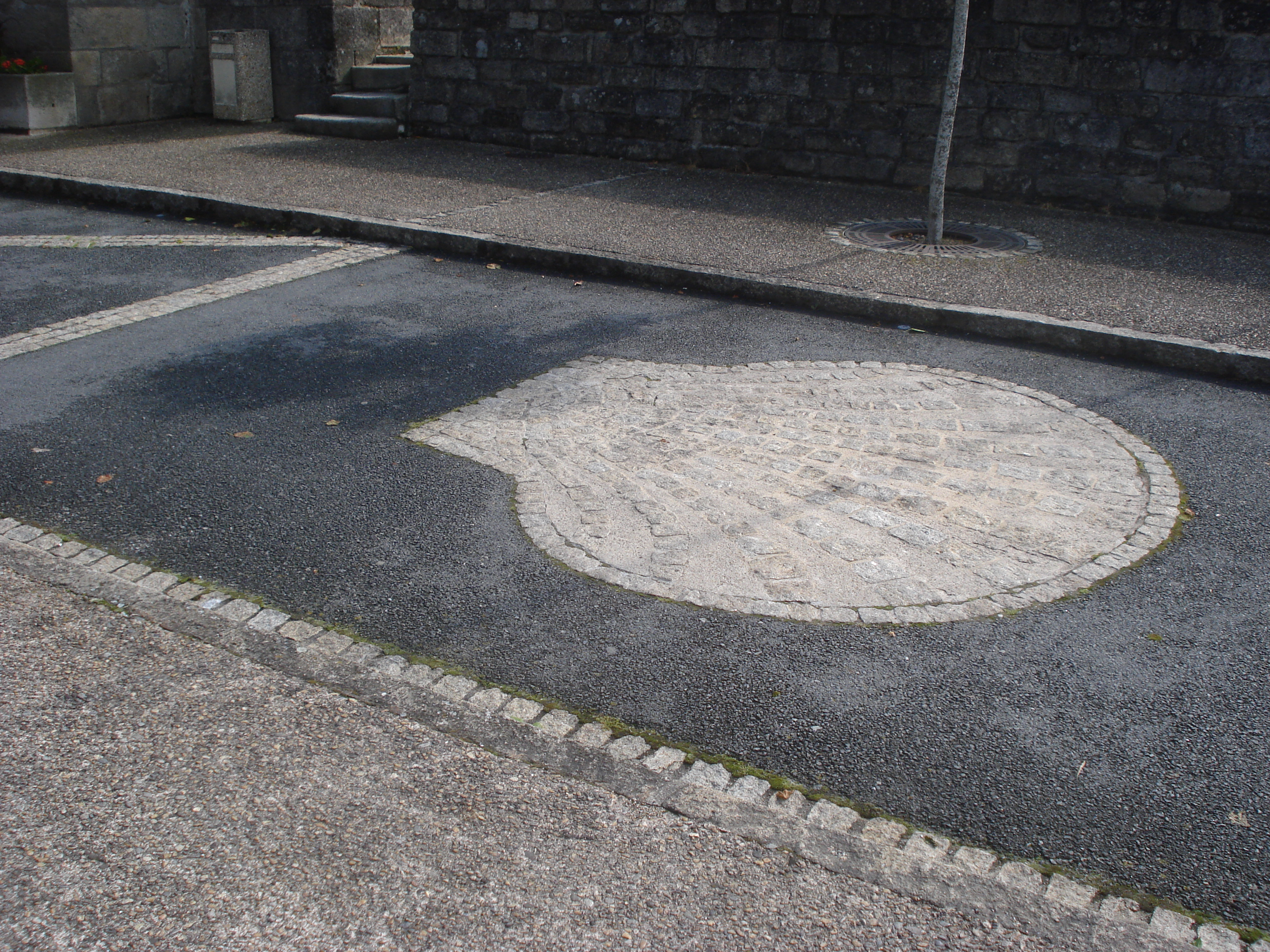
The pilgrims’ way – marked by a huge Coquille St.Jacques

## Dân số
| Năm | 1962 | 1968 | 1975 | 1982 | 1990 | 1999 | 2006 |
| --- | ---- | ---- | ---- | ---- | ---- | ---- | ---- |
| Dân số | 1006 | 1074 | 1106 | 1023 | 837  | 824  | 852  |
| From the year 1962 on: No double counting—residents of multiple communes (e.g. students and military personnel) are counted only once. |      |      |      |      |      |      |      |